# Francouzská spojka

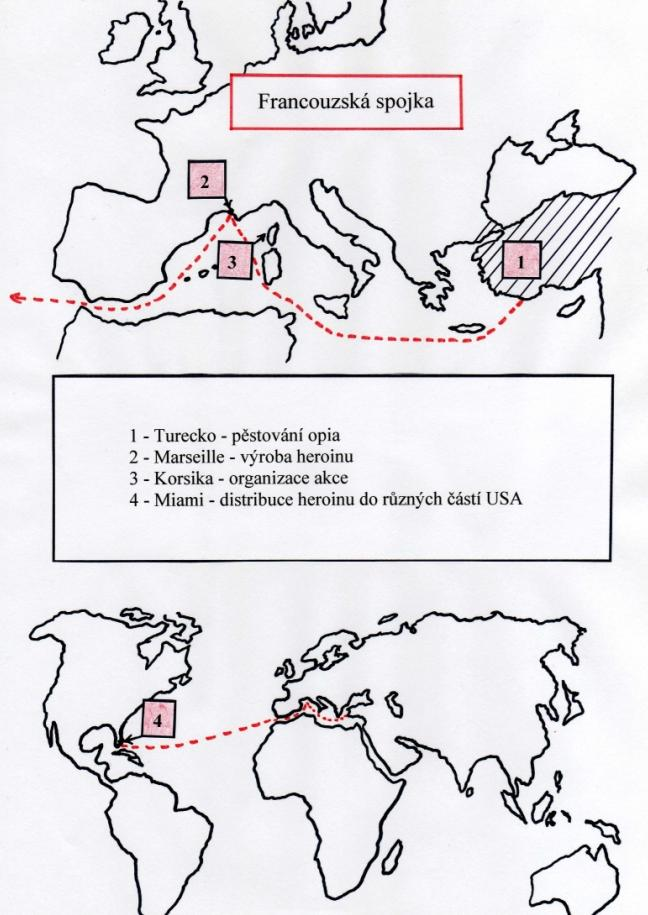
Francouzská spojka - schéma

Francouzská spojka (French Connection) byla síť, kterou se pašoval heroin z Turecka do Francie a dále do Spojených států. Nejproduktivnější byla Francouzská spojka v 60. letech dvacátého století. 

## Provedení
Základní surovina na výrobu heroinu byla převážena nejdříve z Indočíny, později z Turecka. Turečtí rolníci legálně pěstovali opium, aby jej prodávali zdravotnickým korporacím. Velkou část produkce však nabízeli na černém trhu. Z tohoto opia se následně získával heroin.
Heroin se vyráběl v tajných laboratořích ve francouzském přístavním městě Marseille a v jeho okolí. Byl vyhlášený pro svou vysokou kvalitu. Jeho výrobu řídila korsická mafie a ve spolupráci s ní i jeden z šéfů newyorské mafie, Lucky Luciano.
Několik tajných laboratoří na výrobu heroinu bylo poprvé objeveno v roce 1937.

## 60. a 70. léta
V roce 1969 pocházelo 90 % heroinu v USA právě z Francie. Spojené státy proto žádaly tureckou vládu, aby omezila produkci opia. 
V roce 1971 Turecko souhlasilo se zákazem pěstování opia s účinností od 30. června 1972. 
V roce 1972 bylo v Marseille zlikvidováno 6 velkých nelegálních laboratoří na výrobu heroinu. Na akci spolupracovali Francouzi a Američané. Ve stejném roce zabavili francouzští celníci kolem 420 kg heroinu na rybářské lodi Caprice des Temps, která mířila z Marseille do Miami.

## Kultura

### Kniha
Činnost Francouzské spojky byla popsána knižně spisovatelem Robinem Moorem v knize The French Connection: A True Account of Cops, Narcotics, and International Conspiracy, která byla později zfilmována.

### Film
- Francouzská spojka (The French Connection), 1971, režie William Friedkin
- Francouzská spojka II (The French Connection II), 1975, režie John Frankenheimer
- La French – Francouzská spojka (La French), 2014, režie Cédric Jimenez